# Муледье
Муледье́ (фр. Mouleydier) — коммуна во Франции, находится в регионе Аквитания. Департамент — Дордонь. Входит в состав кантона Бержерак-2. Округ коммуны — Бержерак.
Код INSEE коммуны — 24296.

## География

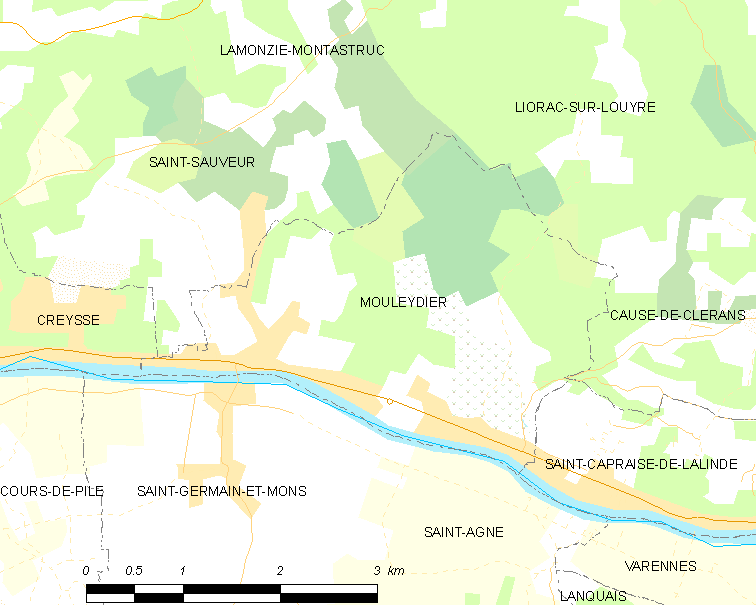
Карта коммуны

Коммуна расположена приблизительно в 470 км к югу от Парижа, в 95 км восточнее Бордо, в 38 км к югу от Перигё.
На юге коммуны протекает река Дордонь.

### Климат
Климат умеренный океанический со средним уровнем осадков, которые выпадают преимущественно зимой. Лето здесь долгое и тёплое, однако также довольно влажное, здесь не бывает регулярных периодов летней засухи. Средняя температура января — 5 °C, июля — 18 °C. Изредка вследствие стечения неблагоприятных погодных условий может наблюдаться непродолжительная засуха или случаются поздние заморозки. Климат меняется очень часто, как в течение сезона, так и год от года.

## Население
Население коммуны на 2010 год составляло 1095 человек.
| 1962 | 1968 | 1975 | 1982 | 1990 | 1999 | 2010 |
| ---- | ---- | ---- | ---- | ---- | ---- | ---- |
| 940  | 989  | 983  | 966  | 1049 | 1061 | 1095 |

## Администрация
| Период | Период | Фамилия              | Партия       | Примечания |
| ------ | ------ | -------------------- | ------------ | ---------- |
| 2001   | 2012   | Мишель Браншю        | беспартийный | пенсионер  |
| 2012   | 2012   | Мишель Лассер        |              |            |
| 2012   | 2020   | Жан-Мишель Бурназель |              |            |

## Экономика
В 2010 году среди 640 человек трудоспособного возраста (15-64 лет) 436 были экономически активными, 204 — неактивными (показатель активности — 68,1 %, в 1999 году было 66,7 %). Из 436 активных жителей работали 388 человек (200 мужчин и 188 женщин), безработных было 48 (20 мужчин и 28 женщин). Среди 204 неактивных 49 человек были учениками или студентами, 94 — пенсионерами, 61 были неактивными по другим причинам.

## Достопримечательности
- Церковь Св. Эпархия в неороманском стиле
- Часовня Нотр-Дам в неоготическом стиле
- Замок Ле-Мерль («Дрозды»; XVII век)
- Канал Лаленд[фр.] (XIX век). Исторический памятник с 1996 года[5]

## Фотогалерея

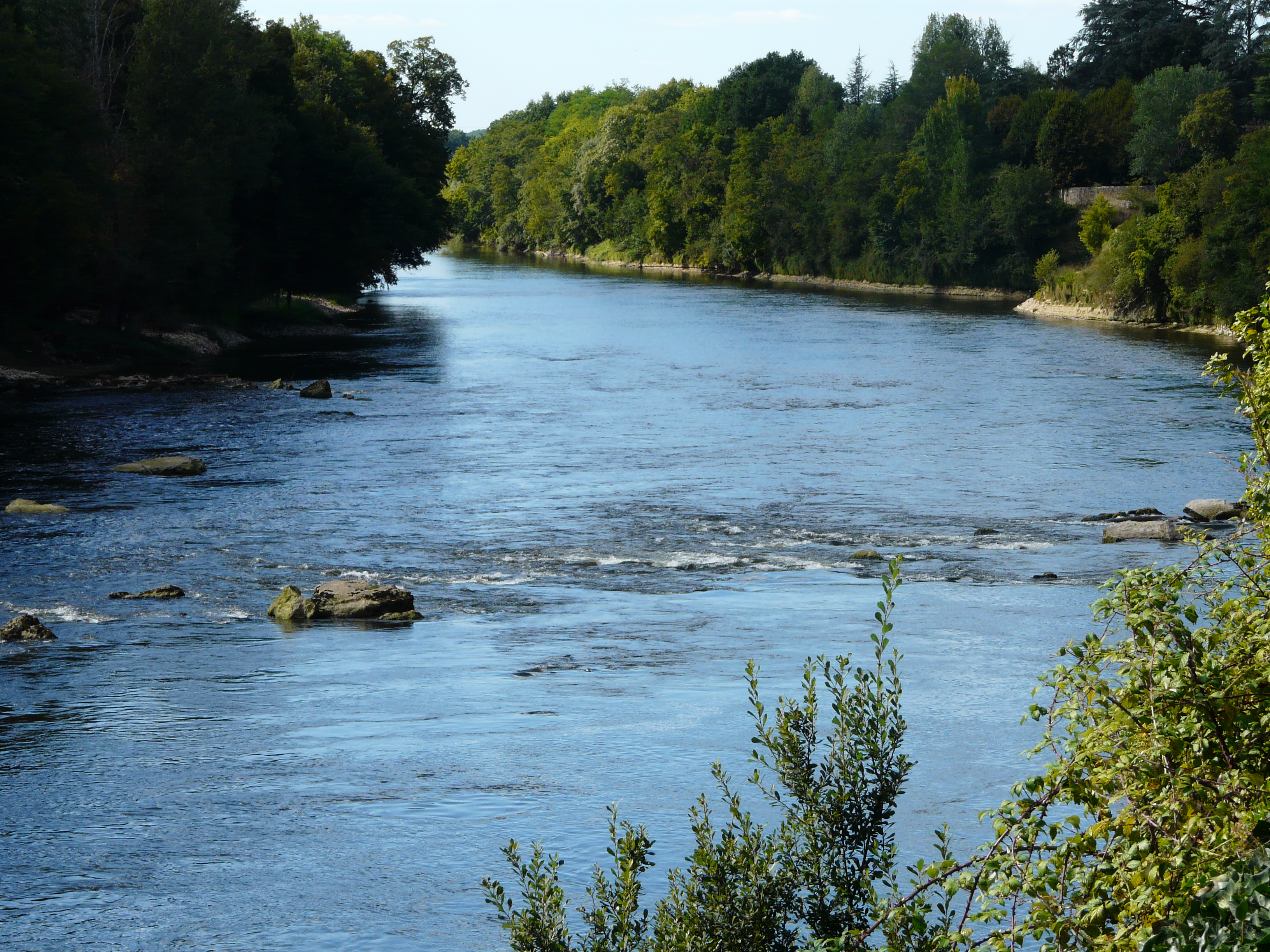
Река Дордонь
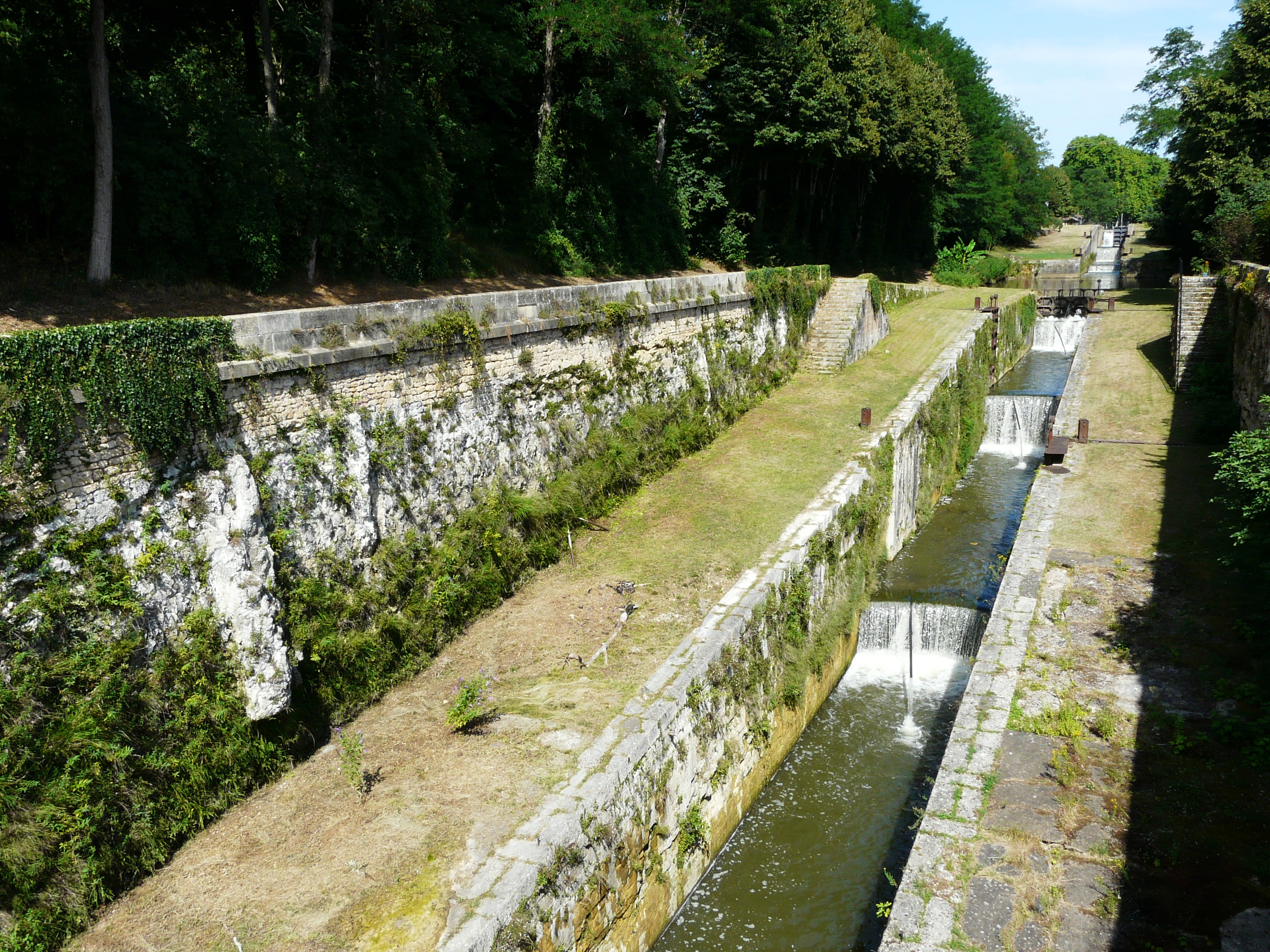
Каскад шлюзов канала Лаленд
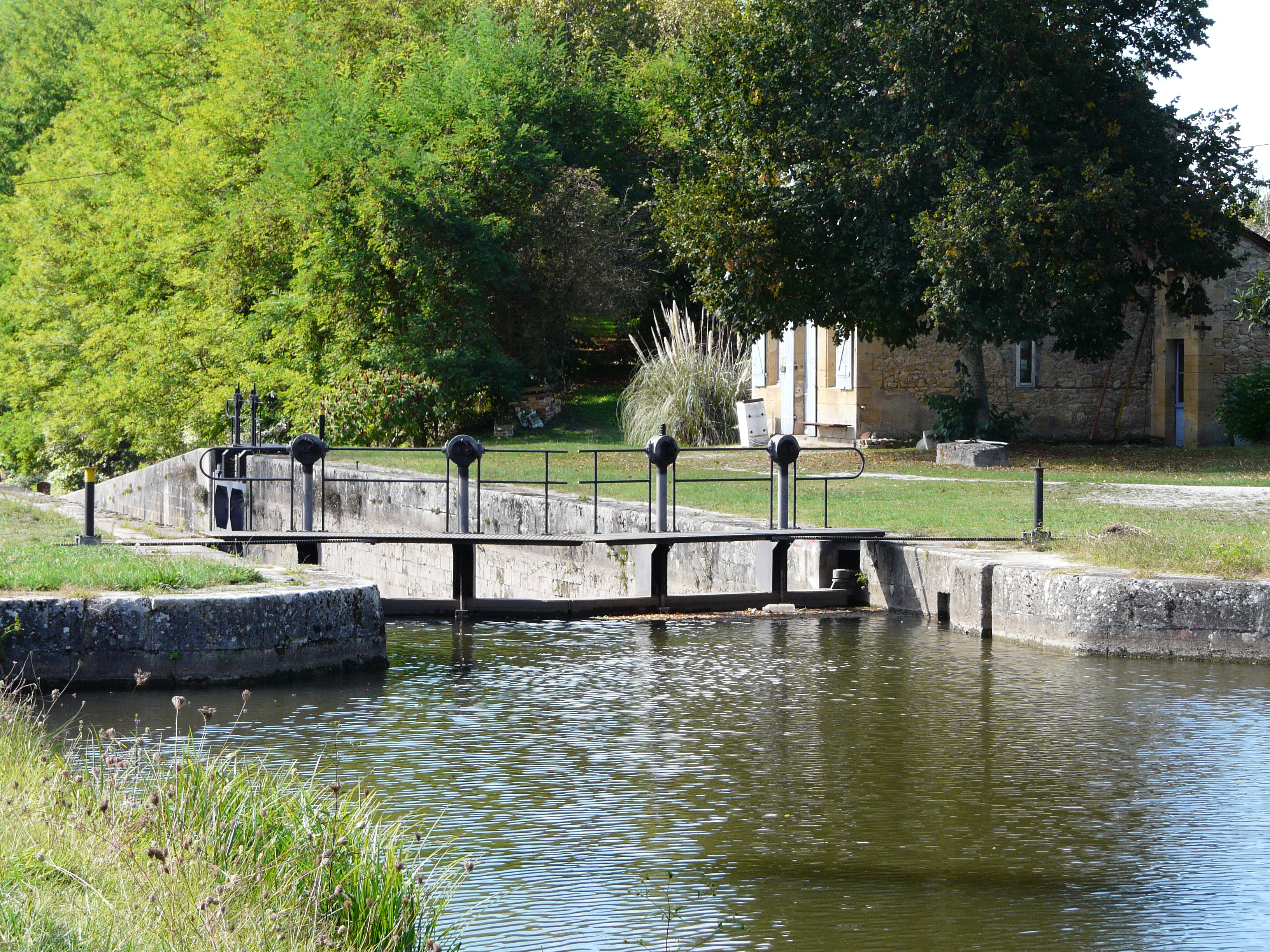
Шлюз канала Лаленд
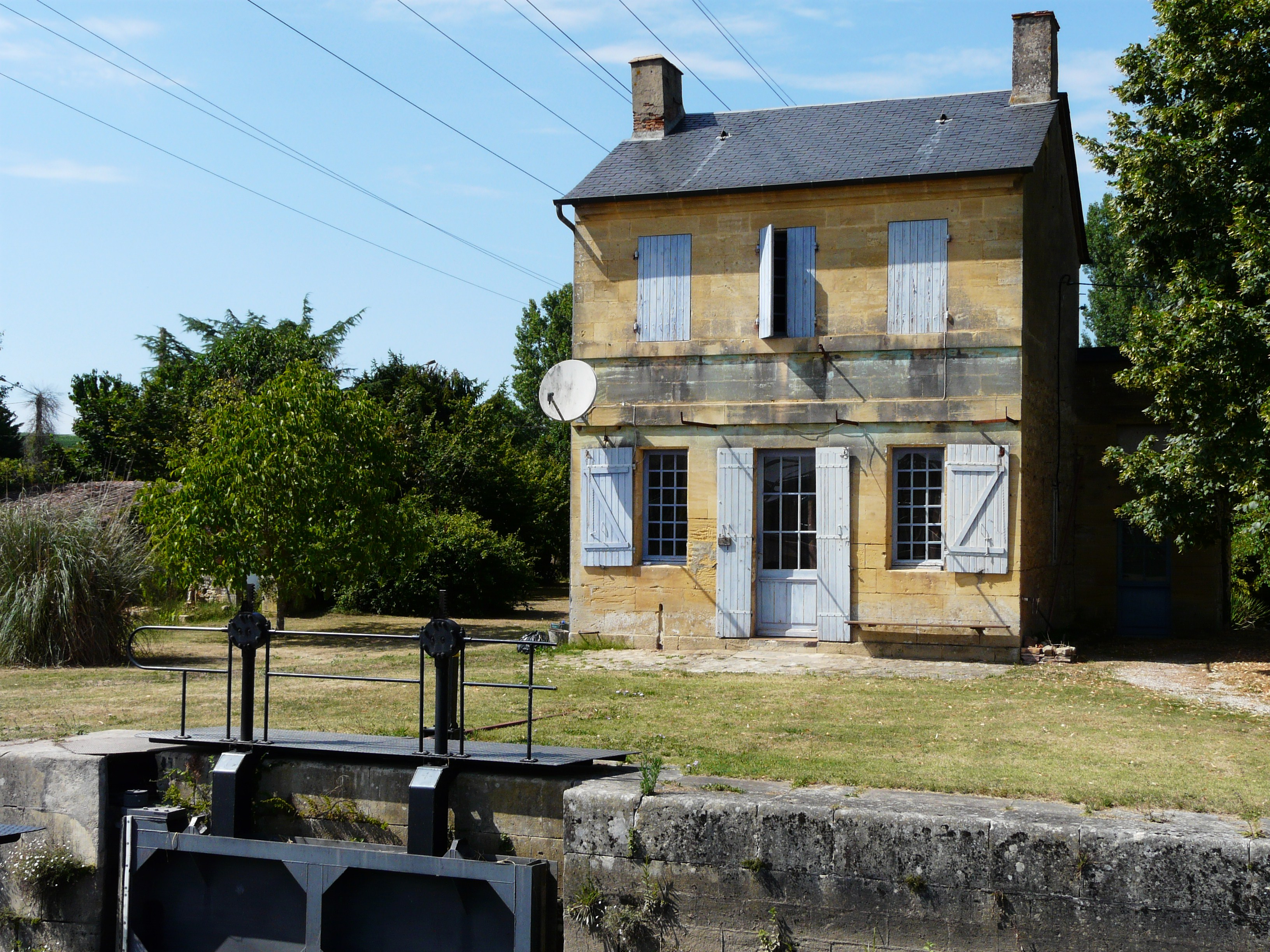
Дом смотрителя шлюза